# Liv Bernhoft Osa
'Liv Bernhoft Osa' (Voss, 3 maart 1957) is een Noors actrice.

## Biografie
Liv Bernhoft Osa werd in 1957 geboren in Voss als dochter van de Noorse muzikant Sigbjørn Bernhoft Osa en Anne Heggtveit. Ze volgde een opleiding aan de Statens teaterhøgskole en is sinds 1979 verbonden met het Nationaltheatret. Ze heeft ook gewerkt voor Det Norske Teatret en het Torshovteatret.
Behalve voor toneel acteert ze ook in verscheidene speelfilms en televisieseries en spreekt ze audioboeken in.
Voor haar rol van Mrs. Fåttnok in het toneelstuk Uskyld werd ze in 2011 bekroond met de Heddaprisen voor beste vrouwelijke bijrol. In 2016 ontving ze de Amandaprisen voor beste actrice voor haar rol in de film Pyromanen.
Bernhoft Osa was getrouwd met de Noorse regisseur Pål Løkkeberg (1934-1998).

## Filmografie

### Films
- 1983: Hockeyfeber - Vera
- 1984: Snart 17 - Ekspeditrise
- 1994: Trollsyn - Mor
- 1998: Madeline
- 2004: Uno - Mona
- 2007: Svein og Rotta og UFO-mysteriet - Dora
- 2013: Detektiv Downs - Rita Stjernen
- 2016: Pyromanen - Alma

### Televisie
- 1977: Lykkespill - Unge Wenche Foss
- 1987: Pilen flyttebyrå - Anita
- 1990: Den svarta cirkeln
- 1991: Fedrelandet - Rakel
- 1994: Vestavind - Emma Engan Nedrebø
- 1996: Familiesagaen de syv søstre - Charlotte Zimmermann
- 2002: Tiden før Tim - Ninas mor
- 2002: Jul på Månetoppen - Nissemamma
- 2008-2009: Honningfellen - Åsa Nymann
- 2011: Taxi - Annes mor
- 2014: Mammon - Advokat Runa Torgersen
- 2015: Kampen for tilværelsen - Fastlege Schreiner

## Prijzen en nominaties
De belangrijkste:
| Jaar | Prijs        | Categorie     | Film      | Uitslag  |
| ---- | ------------ | ------------- | --------- | -------- |
| 2016 | Amandaprisen | Beste actrice | Pyromanen | Gewonnen |